# Francie Larrieu-Smith
Pour les articles homonymes, voir Larrieu et Smith.
Francie Larrieu-Smith, née le 23 novembre 1952 à Palo Alto, est une athlète américaine, spécialiste du fond et du demi-fond. 
Elle est étudiante à la California State University, à Long Beach et à UCLA. 
Elle remporte 21 championnats nationaux sur les distances de fond et de demi-fond et, durant toute sa carrière, établit 13 records du monde en salle et 35 records américains. 
Elle participe à quatre Jeux olympiques : 1972 (1 500 mètres), 1976 (1 500 mètres), 1988 (10 000 mètres) et 1992 (marathon). En 1992, elle est également porte-drapeau de la délégation américaine.
Depuis 1998, elle est membre du Temple de la renommée de l'athlétisme des États-Unis.